# Calotriton asper
Il tritone dei Pirenei (Calotriton asper Dugès, 1852) è un anfibio caudato appartenente alla famiglia dei Salamandridi.

## Descrizione
Questo tritone di montagna di taglia media ha un capo largo, appiattito, reso angoloso dalla forma smussata del muso e delimitata dietro il collo da una vistosa piega. Non sono presenti ghiandole parotoidi. La superficie della pelle è molto ruvida e ricoperta di numerose piccole verruche, mentre il lato ventrale è liscio. La coda è compressa in senso laterale, ma senza bordo membranoso; dita anteriori e posteriori terminano con artigli cornei neri. Parti superiori di colori più «cupi», da grigio chiaro a grigio scuro, grigio-brunastro, verde olivastro o quasi nero. Soprattutto gli esemplari più giovani e i maschi presentano diverse vistose macchie gialle, disposte in file longitudinali, che possono fondersi in una banda dorsale irregolare. La gola è arancione con macchie marroni scure; la zona centrale è arancione nei maschi e giallognola nelle femmine. La cloaca dei maschi forma un rigonfiamento uniformemente tondeggiante, mentre quella della femmina è conica e rivolta all'indietro. Ha una lunghezza totale di 10-16,5 cm.

## Biologia
L'alimentazione di questi tritoni prevalentemente acquatici, attivi di giorno come anche di notte, è costituita da insetti acquatici e dalle loro larve, da piccoli crostacei e vermi. Si tratta di una specie minacciata dall'immissione di trote in molti dei suoi habitat. La riproduzione avviene in acqua, in primavera e in autunno, e il suo inizio è segnalato dal maschio che assume una posizione di corteggiamento: solleva la coda, presentandone alla femmina il lato inferiore di colore arancione. Durante l'amplesso, della durata di molte ore, il maschio cinge la compagna con la coda e rilascia diversi spermatofori che quindi massaggia con le sue zampe posteriori nella cloaca della femmina (fecondazione interna). Quest'ultima depone poi 30-70 uova, che fa aderire uno per uno a sassi nel letto di ruscelli. Dopo 4-5 settimane sbucano le larve, la cui metamorfosi avviene circa 1 anno dopo, mentre la maturità sessuale giunge soltanto dopo altri 3-4 anni; questi animali possono vivere complessivamente anche fino a 20 anni.

## Distribuzione e habitat
Questo tritone vive esclusivamente sui Pirenei e sulle loro propaggini, con maggiore frequenza ad altitudini di 1000-2500 m, più raramente fino a un massimo di 3000 m o anche a bassa quota, fino a 200 m. In primavera e in estate si può trovare nascosto tra i sassi in tratti tranquilli e privi di vegetazione di torrenti di montagna o fossi, ma anche in raccolte d'acqua temporanee e sulle rive di laghi di montagna. Necessita di acque a temperature costantemente fredde, sotto i 15 °C, e per questo a basse quote colonizza spesso acque cavernicole. Lo svernamento avviene perlopiù sul suolo, in riva a corsi d'acqua, spesso in grandi raggruppamenti.